# Usambarahyliota
De usambarahyliota (Hyliota usambara) is een zangvogel uit de familie Hyliotidae. De vogel werd in 1932 door  William Lutley Sclater als ondersoort van de mashonahyliota  (H. australis) geldig beschreven. Het is een bedreigde, endemische vogelsoort in noordoostelijk Tanzania.

## Kenmerken
De vogel is 14 cm lang en lijkt zowel op een boszanger als op een vliegenvanger. De vogel is van boven glanzend blauwzwart met op de vleugel een opvallende, brede, witte vleugelstreep. De keel en borst zijn oranje, naar de buik toe geleidelijk lichtgeel.

## Verspreiding en leefgebied
Deze soort is een bosbewoner die leeft in de boomkronen van goed ontwikkeld bos in het Usambaragebergte in noordoostelijk Tanzania. De soort wordt ook wel in koffieplantages waargenomen, maar broedt waarschijnlijk in natuurlijk bos.

## Status
De usambarahyliota heeft een beperkt verspreidingsgebied en daardoor is de kans op uitsterven aanwezig. De grootte van de populatie werd in 2016 door BirdLife International geschat op 600 tot 17500 volwassen individuen en de populatie-aantallen nemen af door habitatverlies. Het leefgebied wordt aangetast, mede door onvoldoende bescherming van de bosreservaten en buiten de reservaatgebieden ontbossing waarbij natuurlijk bos wordt gekapt voor timmerhout of voor agrarisch gebruik en menselijke bewoning. Om deze redenen staat deze soort als bedreigd op de Rode Lijst van de IUCN.